# Horten AG
Die Horten AG war ein von Helmut Horten 1936 gegründeter deutscher Warenhauskonzern mit Sitz in Düsseldorf. Sie war nach Kaufhof, Hertie und Karstadt die viertgrößte deutsche Kaufhauskette. Horten wurde 1994 von Kaufhof übernommen, schrittweise integriert, bis die Marke Horten Anfang der 2000er-Jahre sukzessive verschwand.

## Geschichte der Horten AG

### Firmengründung und Arisierungen
Helmut Horten (8. Januar 1909 in Bonn – 30. November 1987 in Croglio, Schweiz) stammte aus der Kaufmannsfamilie Horten. Er begann eine kaufmännische Ausbildung im Warenhaus Leonhard Tietz und wechselte dann als Angestellter ins Duisburger Kaufhaus Alsberg.
Nach der Machtübernahme der Nationalsozialisten organisierte die NSDAP den Judenboykott, und im Prozess der Arisierung (auch Entjudung genannt) wurde den Juden die Fortführung ihrer Betriebe durch Kreditkündigungen und andere Maßnahmen erschwert oder gar unmöglich gemacht. Viele jüdische Geschäftsleute wollten daher auswandern und verkauften ihre Betriebe zu niedrigen Preisen.
1936 trat der Leiter der Duisburger Commerzbank-Filiale Wilhelm Reinold mit weiteren Geldgebern an den damals 27-jährigen Helmut Horten heran, und sie gründeten mit ihm als einzigem persönlich haftendem Gesellschafter die Helmut Horten KG. Diese übernahm zunächst das Duisburger Warenhaus Gebrüder Alsberg von den zur Emigration gezwungenen jüdischen Besitzern Strauß und Lauter. Die jüdischen Mitarbeiter wurden entlassen, und das Kaufhaus warb damit, dass es nunmehr in arischem Besitz sei. In Wattenscheid wurde im gleichen Jahr das Kaufhaus des jüdischen Kaufmannes Sally Hess übernommen. Im Zuge der Arisierung und der Enteignung jüdischer Besitzer expandierte die Horten KG weiter, und sechs Filialen wurden bis 1939 übernommen.
Nach der Besetzung der Niederlande scheiterte die im November 1941 durch Erpressung und Androhung erzwungene Übernahme des Warenhauses Gebroeder Gerzon's Modemagazijnen, weil die bei der General Store and Investment Corporation in Panama liegenden Stammaktien wegen der Blockade der USA nicht nach Europa überführt werden konnten. Zum Kriegsende waren die Kaufhäuser entweder in den sowjetischen Einflussbereich gekommen oder durch den Bombenkrieg bis auf das Haus in Wattenscheid zerstört.

### Nachkriegszeit
1954 übernahm die damalige Helmut Horten GmbH die Emil Köster AG. Dadurch vergrößerte sich die Anzahl der Filialen um 19 Kaufhäuser der Marken Köster und DeFaKa. Hauptsitz war das Horten-Hauptverwaltungsgebäude in Düsseldorf. Die Marke Köster verschwand schon 1965, als ein Horten-Neubau die Wiesbadener Filiale ersetzte. Die DeFaKa-Standorte wurden bis in die 1970er Jahre Stück für Stück zu Horten-Vollsortiment-Warenhäusern umgebaut oder durch Neubauten ersetzt. Die DeFaKa Filialen wurden durch Horten als „Kaufhäuser klassischer Prägung“ bezeichnet und hatten ihren Schwerpunkt auf Textilwaren. Obwohl das nahende Ende für die Marke DeFaKa 1967 bekanntgegeben wurde, wurde in die Häuser noch investiert und zum Beispiel in der Kieler Filiale eine Abteilung von „der Herrenausstatter“ eingerichtet.
In den 1960er Jahren wurden bei der Helmut Horten GmbH die Voraussetzungen an die Horten „Vollsortiment-Warenhäuser modernster Prägung“ aufgestellt. Neben Rolltreppen sollten in diesen Filialen SB-Supermärkte, Modeboutique „Miss H.“, Herrenabteilung „der Herrenausstatter“ und Gastronomiebewirtung durch die „Kupferspiess“-Restaurants eingerichtet werden. Zu den modernen Warenhäusern sollten möglichst auch eigene Parkhäuser sowie Tankstellen gehören. Bis 1967 hatte man dann bereits drei Tankstellen eröffnet (Duisburg-Hamborn, Neuss, Nürnberg). Außerdem sollten nahezu alle Häuser äußerlich durch die einheitliche Wabenfassade sofort als Horten erkennbar sein. Die Zweitmarken Merkur und DeFaKa sollten daher in der kommenden Modernisierungsphase entfallen.
In der Nachkriegszeit wurden zahlreiche Warenhausneubauten mit der vom Architekten Egon Eiermann entworfenen ornamentalen Aluminiumkachelfassade versehen (an einigen Filialen wurden auch solche aus Keramik angebracht). Diese „Hortenkacheln“ sind an vielen Kaufhausfassaden noch heute sichtbar und stehen teilweise unter Denkmalschutz.
Nach dem Zweiten Weltkrieg betrieb die Horten AG ihre Filialen auch unter anderen Namen, so hieß die neu errichtete Filiale in Neuss zunächst „Merkur“, obwohl das Haus schon die Hortenkacheln erhalten hatte. Andere Filialen, etwa in Essen, hießen bis zum Neubau in den 1970er Jahren DeFaKa (Deutsches Familien Kaufhaus). Später hatte der Name „Merkur“ für Horten noch einmal rein interne Bedeutung, als zusammen mit der Kaufring eine Einkaufsgesellschaft gegründet wurde, um am Markt größere Mengen zu besseren Konditionen ordern zu können. Nach dem Aufkauf durch Kaufhof wurde diese Gemeinschaft unnötig, und Horten verkaufte die 50 % an der „Merkur Einkaufsgesellschaft Horten-Kaufring mbH“ zusammen mit einem 25-%-Aktienpaket an der Kaufring von Horten an die deutsche Woolworth.
1974 kaufte die Horten AG die SB-Warenhäuser des Otto-Konzerns. Horten machte aus fast allen SB-Warenhäusern normale Warenhäuser mit dem Namen Horten. Das ebenerdige Haus in Hamburg-Eidelstedt bekam den Namen Hanse SB-Warenhaus, wobei die Buchstaben dem Horten-Schriftzug ähnelten. Da Otto seine Warenhausschiene erst 1970 aufgebaut hatte, waren die Standorte dementsprechend nicht die Besten (außer Hamburg-Poppenbüttel). Bis Ende der 1980er wurden fast alle übernommenen Filialen geschlossen. 1982 baute man die Recklinghäuser Filiale auch in Selbstbedienung um. Hier wurde ebenfalls der Name Hanse SB verwendet.
Ebenfalls mit der Kaufring und zusätzlich Hertie gründete die Horten AG 1990 die Einkaufsgesellschaft „Sono-Centra“, mit dem Ziel, im asiatischen Raum größere Mengen zu günstigeren Konditionen ordern zu können. An dieser Gesellschaft hielt jeder der drei Partner ein Drittel der Anteile.

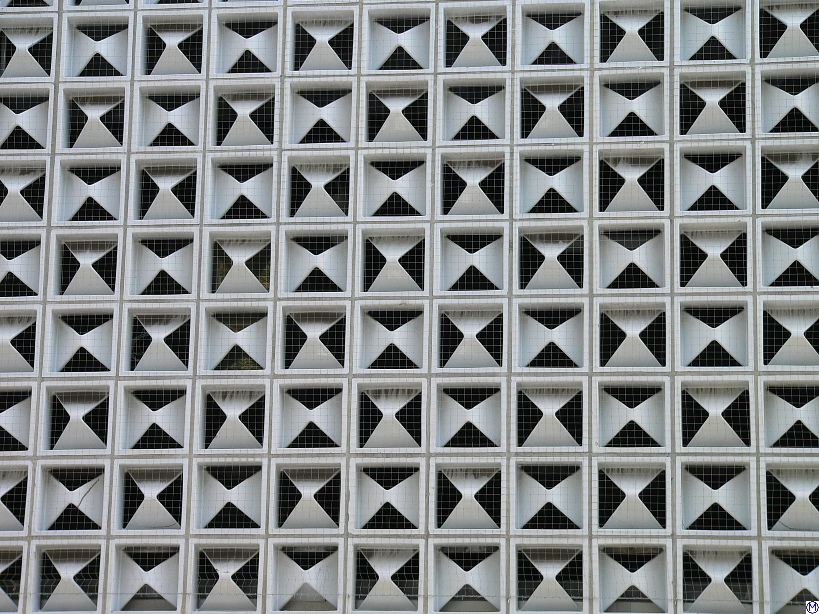
Hortenkacheln

### Erscheinungsbild der Horten-Kaufhäuser
Von außen waren die Kaufhäuser an den charakteristischen Hortenkacheln zu erkennen. Am Gebäude angebracht war der Schriftzug „Horten“ in einem dunklen Blau. Im Inneren der Horten-Kaufhäuser herrschten bis zur Umwandlung in Galeria-Filialen braune Wände mit dunklen Holzböden oder Teppichen vor. Größere Filialen waren sogenannte „Vollsortimenter“, was bedeutet, dass es alle üblichen Güter (wie Spielwaren, Autozubehör, Sportartikel etc.) gab. Viele Kaufhäuser besaßen einen Lebensmittelmarkt sowie ein Restaurant namens „bon appetit“. Im Laufe der Zeit erhielten einige Warenhäuser auch ein eigenes Horten-Reisebüro.

### Die Trennung Helmut Hortens von seiner Kaufhauskette
Mit dem Verkauf seiner Horten-Anteile trat Horten in der Bundesrepublik eine Debatte um Steuerflucht los. Helmut Horten war 1968 mit seiner Frau Heidi in die Schweiz übergesiedelt und wandelte im selben Jahr das Unternehmen von einer GmbH in eine AG um. In den Folgejahren verkaufte er schrittweise seine gesamten Anteile für 1,13 Mrd. D-Mark. Hierauf fiel nach Schweizer Rechtslage keine Steuer an und in Deutschland war Horten nicht mehr steuerpflichtig, was 1972 zur Neuordnung des deutschen Außensteuerrechts führte. Daher wird das Außensteuergesetz (bzw. insbesondere die Wegzugsbesteuerung des § 6 AStG) bis heute als „lex Horten“ bezeichnet. Nach dem Tod Helmut Hortens im Jahre 1987 erbte seine Ehefrau Heidi dessen Vermögen.
Nach der Veräußerung der Aktien kam die Horten AG mehrheitlich zunächst in britische Hände, ab Ende der 1980er Jahre hielt die WestLB dann den größten Teil der Aktien. In den frühen 1990er Jahren wollten zwei große Handelsunternehmen Horten übernehmen: zum einen Kaufring, der zu diesem Zeitpunkt noch keine eigenen Warenhäuser betrieb, aber sehr an einem Einstieg in den stationären Markt mit eigenen Filialen interessiert war, und zum anderen Kaufhof. 1992 stieg die Kaufring daraufhin mit einem 5-%-Aktienanteil bei Horten über die West LB ein, doch auch der Kaufhof stockte seine Anteile Stück für Stück auf. Schließlich wurde Horten von Kaufhof übernommen; Abschluss der Übernahme war 1994. Zuvor hatte sich Kaufring jedoch noch zehn kleinere Warenhäuser (1993) gesichert. Kaufhof gehörte damals zum Metro-Konzern.

### Das Galeria-Konzept

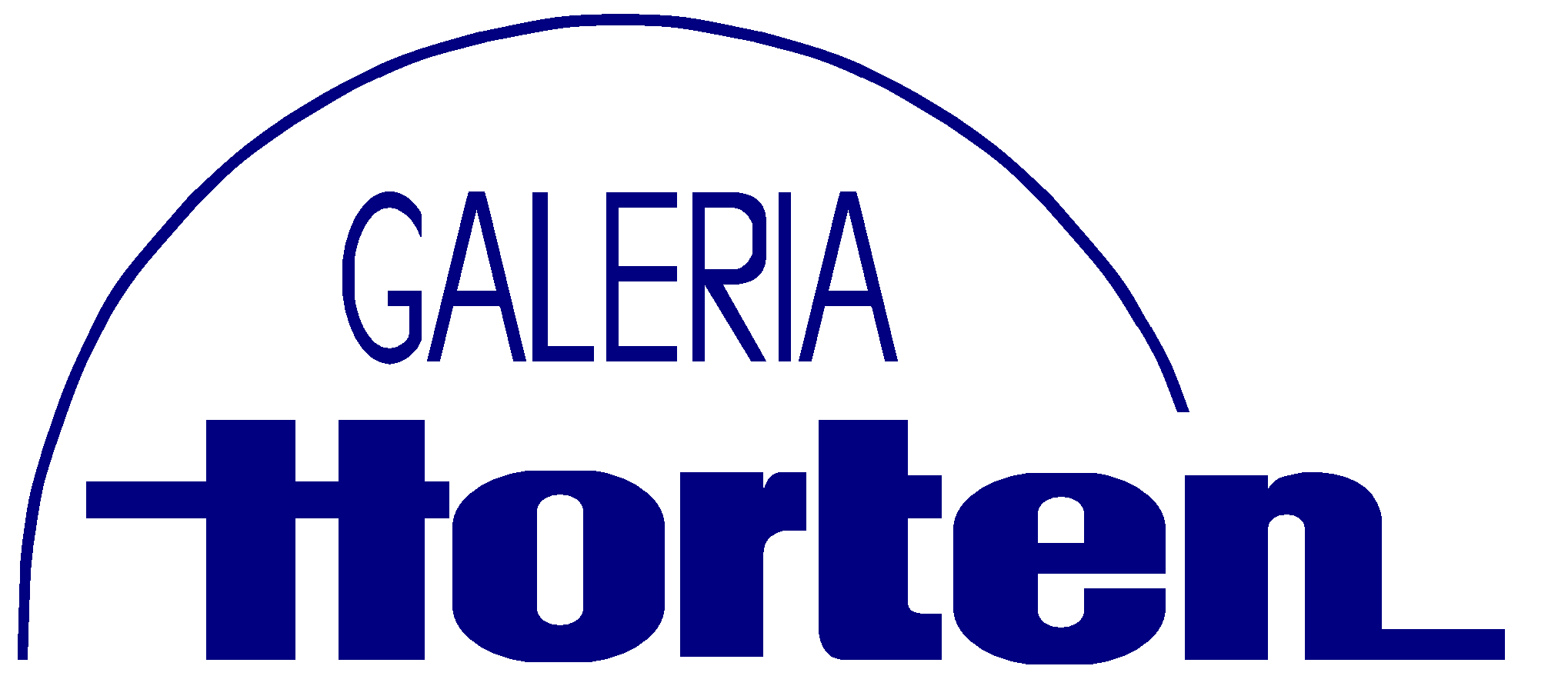
Logo der Galeria Horten bis 2003 (von 2002 bis 2003 auf Einkaufstüten in weiß auf grün)

Wegbereitend für die heutige Kaufhof-Gruppe war die Entwicklung des „Galeria-Konzepts“ durch die Horten AG sechs Jahre vor der Übernahme durch Kaufhof. Erstmals 1988 wurde in Münster und im selben Jahr in Heidelberg eine Galeria Horten eröffnet. Die Filialen wurden umfangreich umgestaltet. Breite Gänge, kleine Schilder an den Hauptgängen, um die Abteilungen zu kennzeichnen, waren Merkmale der umgebauten Filialen; außerdem verschwand das triste Braun von Wänden und Decken. Einige Häuser erhielten auch ein großes Fensterelement, das die monotone Struktur der Hortenkacheln etwas aufbrach. Sogar die Restaurants „bon appetit“ erhielten zunächst ein im Stil angenähertes Design; mit unterschiedlichen Ausgaben für das Essen, je nach Zubereitungsart. In das Galeria-Konzept sollten jedoch nur Häuser über 7000 m² einbezogen werden; es hätte somit nicht für alle Filialen angewendet werden können. Die umgestellten Häuser konnten jedoch deutliche Profitsteigerungen verzeichnen, sodass sich schon bald immer mehr Filialen mit dem Zusatz schmücken durften. Einige kleinere Filialen wurden daher schon unter Horten ausgegliedert; sie liefen unter dem Namen Horten-extra. Vergleichbar ist diese Maßnahme mit der Gründung von Karstadt-Kompakt, wenn auch nicht so weitreichend. Von den kleinen Filialen wurden zehn Filialen bereits vor der endgültigen Übernahme durch die Kaufhof AG 1993 an die Kaufring AG abgegeben, die sie in ebenfalls nicht rentable „J.Gg. Rupprecht“-Warenhäuser umgestaltete.
Das von der Horten entwickelte Galeria-Konzept ist mittlerweile auch im Ausland zu finden. So betreibt die belgische Kaufhof-Tochter „INNO“ mittlerweile alle Filialen seit 2004 als „Galeria Inno“. Das ursprüngliche Inno-Logo wurde wie bei Horten nur um den Galeria-Bogen und den Schriftzug in der ersten Version ergänzt (wie das Galeria-Horten-Logo, nur mit Inno statt Horten). Außerdem wechselte die Firmenfarbe von blau/rot in dunkelgrün/grün. In Polen gab es auch Galeria-Warenhäuser, dort „Galeria Centrum“ genannt (z. B. in der Ściana Wschodnia in Warschau), diese hatten allerdings nichts mit dem Galeria-Konzept von Horten zu tun.

### Trennung des Kaufhausgeschäftes und Ende der Kaufhausmarke Horten
Zum 1. Januar 1995 wurde das Horten-Kaufhausgeschäft von der Horten AG auf die Horten Galeria GmbH mit Sitz in Köln übertragen. Die Horten AG blieb danach jedoch zunächst als Immobiliengesellschaft erhalten; weiterhin mit ihrem Düsseldorfer Hauptsitz. Später wurde die Horten Galeria GmbH dann auch mit der Kaufhof Warenhaus AG verschmolzen, und die Horten AG verschwand 1998 zunächst in der Divaco AG & Co. KG, in der die Metro mehrere nicht mehr zum Kerngeschäft gehörende Gesellschaften sammelte. Letztlich verschwand die Horten AG wenig später von der Bildfläche.

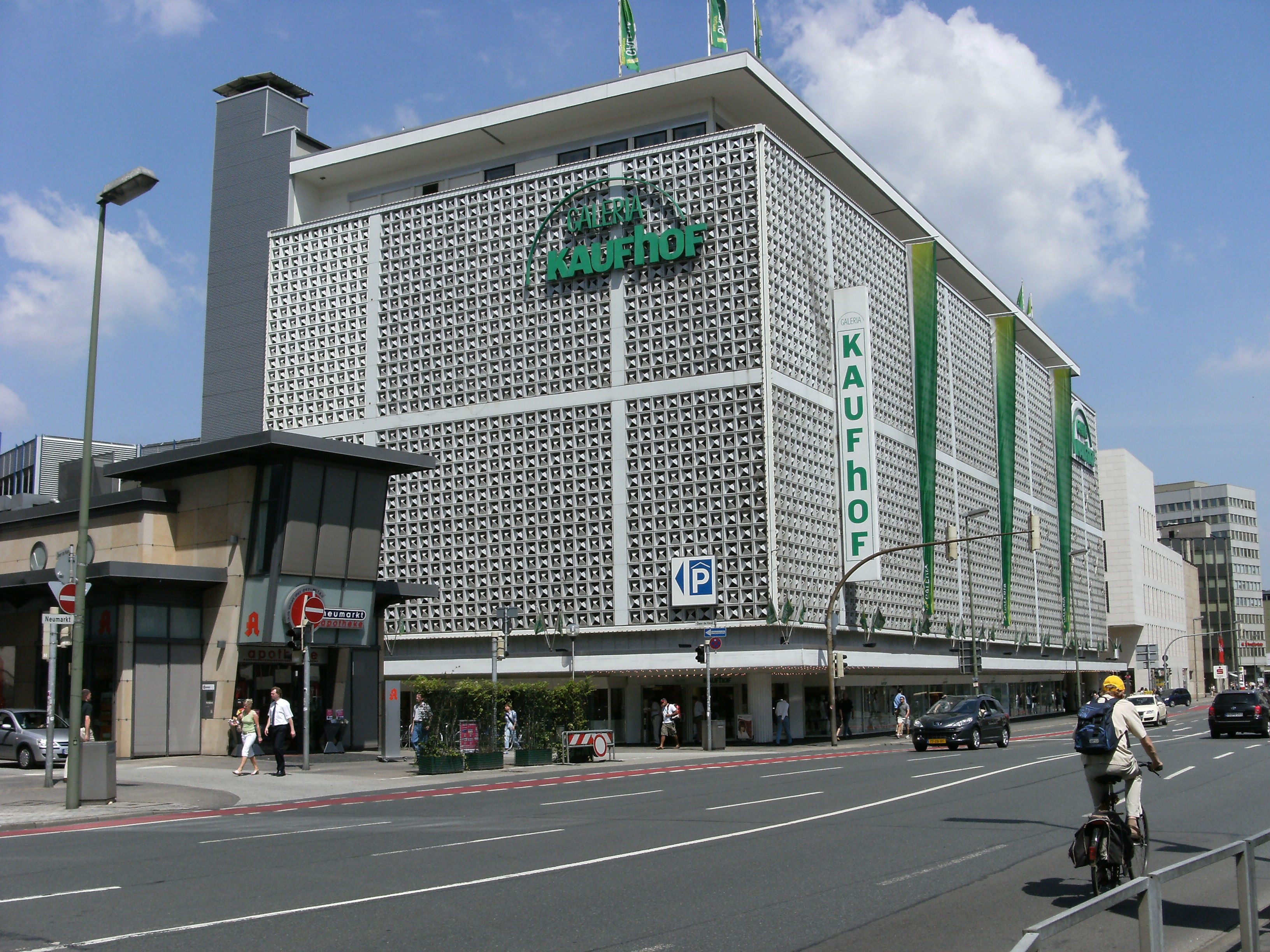
Osnabrück, Wittekindstraße 23 im September 1995 zweite Galeria-Kaufhof-Filiale mit Hortenkacheln

Etwa zeitgleich mit dem 125-jährigen Jubiläum der Kaufhof Warenhaus AG im Jahre 2004 fand die Kaufhausmarke Horten ihr Ende. Nach der Übernahme der Aktienmehrheit an der Horten AG wurden die im neuen Kaufhof-Konzern verbliebenen Horten-Filialen entweder in (Galeria) Kaufhof oder anders umbenannt, verkauft oder geschlossen. Heute trägt nur noch das Carsch-Haus in Düsseldorf über seinen Eingängen das Horten-Logo, in Stein gemeißelt, ohne farbliche Hervorhebung. Zu den letzten normalen Horten-Kaufhäusern gehörten bis 2004 Erlangen, Nürnberg, Krefeld und Ludwigshafen. Die letzte Galeria Horten stand bis Oktober 2003 in Gießen.

## Entwicklung des Markenzeichens „Horten“

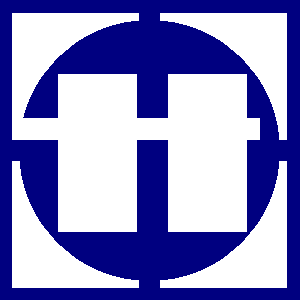
Horten „H“-Logo. Ab Mitte der 1960er Jahre u. a. auf allen Flaggen zu finden, zudem bei Supermarkteinkaufswagen und auf den Uniformen der „Hortessen“ genannten Verkäuferinnen. Anfang der 1980er wurde es von der Hortenwabe als Logo verdrängt

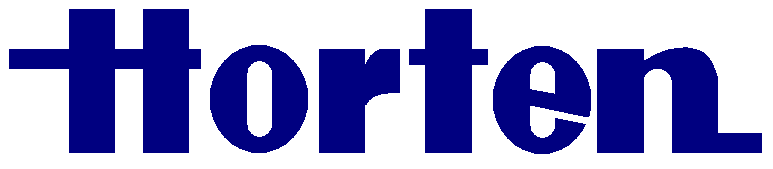
Schlankes Prototyp-Logo aus Anfang der 1960er Jahre. Einsatz Niederlassung Wuppertal ab 1963 (das Logo wurde danach nicht weiterverwendet)

- Anfang der 1960er Jahre gab es „schlanke“ und „fette“ Prototypen, die Variante in Fettschrift findet sich ab Mitte der 1960er Jahre an allen Neueröffnungen
- Hauptfarbe des Schriftzuges war über Jahrzehnte ein dunkles Blau
- bis in die 1980er war der Schriftzug etwas grober und kantiger
- Hauptmerkmale waren das „H“ und das „n“ mit ihren Austrieben nach vorne (H) oder hinten (n)
- bei der Modernisierung wurden hauptsächlich das „t“ und das „r“ im Logo verändert
- trotz der langen Zeit zwischen Modernisierung und Umwandlung/Schließung blieb das alte Logo bis zum Ende an den meisten Filialen erhalten
- zeitweise war das „H“ in einem Kreis und Quadrat ein zusätzliches Logo (siehe Logo rechts)
- die Hortenwabe schaffte es anschließend ebenfalls ein zusätzliches Logo zu sein, es befand sich bis 2003 noch an der Galeria Horten in Gießen im Einsatz
- ab 1988 hatten dann einige Filialen einen Galeria-Bogen über ihrem Horten-Schriftzug
- 2001 wurde der Horten-Schriftzug an einigen Filialen erstmals grün, statt blau
- 2002 wurde das Horten-Logo nochmal radikaler umgestaltet:
  - Horten nun in Weiß auf dunkelgrüner Fläche
  - Ergänzung um den Hinweis „Eine Filiale der Kaufhof Warenhaus AG“

Ergänzt wurde das Logo durch einen Werbetext (Slogan)
- Horten – Das Warenhaus mit Supermarkt.
- Horten – Das Haus voller Ideen.
- Horten hat die Wa(h)re Freude.
- Galeria Horten – Eine Welt voller Ideen. (später vom Kaufhof weiterverwendet)
- Horten – Starker Partner der Kaufhof Gruppe (meist kurz vor der Umbenennung des Verkaufshauses)
- Horten – Qualität – Auswahl – günstige Preise. (vorwiegend neue Bundesländer)

## Ehemalige Horten-Kaufhäuser
- Aachen, Komphausbadstraße 10 (1998 renoviert, heute noch Beschriftung Lust for Life, aber leerstehend)
- Andernach, Hochstraße 80 (Rupprecht, heute Stadthausgalerie Andernach)
- Augsburg, Bürgermeister-Fischer-Straße 1 (1987 geschlossen, seit 1988 Modehaus Wöhrl)
- Baden-Baden, Lange Straße 44 (heute Kaufhaus Wagener Galerie), siehe Rupprecht
- Bergheim, Südweststraße 13 (geschlossen, Anfang 2007 abgerissen, seit Ende 2008 Kaufland), siehe Rupprecht
- Berlin, Anton-Saefkow-Platz 8 (ex. DDR-„Konsument“, ab 1995 Kaufhof, 2007 Schließung wegen Umzug)
- Berlin, Senftenberger Ring (1974 von Otto übernommen und 1988 geschlossen, danach Hertie bis 1999)
- Bielefeld, Stresemannstraße 11 (zunächst als Galeria Kaufhof fortgeführt, mit Hortenkacheln an der Rückseite zur Zimmerstraße), Revitalisierung des Gebäudes 2016/2017 (jetzt Teil des Loom)
- Bochum-Wattenscheid, Alter Markt 6 (Rupprecht, umgebaut zum Gertrudis-Center)
- Braunschweig, Bohlweg 72 (1972–1974, nach der Übernahme Galeria Kaufhof, Hortenkacheln, Oktober 2020 geschlossen)[11]
- Bremen, Papenstraße 5 (auf dem Grundstück des ehemaligen Lloydgebäudes, eröffnet 1972, nach der Übernahme Galeria Kaufhof, Hortenkacheln, Oktober 2020 geschlossen)[11]
- Bremerhaven, Bürgermeister-Smidt-Straße 10 (1999 geschlossen, umgebaut zum Hanse Carreé)
- Cottbus (Horten konsument), August-Bebel-Straße 2 (heute Galeria Kaufhof)
- Dessau (Horten konsument), Franzstraße (1995 geschlossen, 2007 abgerissen, 2009 Neueröffnung des Einkaufszentrums Dessau-Center an gleicher Stelle)
- Dortmund, Kampstraße 35–37 (1993 geschlossen und umgebaut zum Westfalen Forum)
- Duisburg, Königstraße, erstes in der Arisierung erworbenes Kaufhaus, später durch Karstadt genutzt, das Haus wurde im Januar 2006 abgerissen
- Duisburg, Düsseldorfer Straße 32–36 (erbaut 1958 als Prototyp der Merkur-Kaufhäuser, bei einem Umbau 1965 Verdopplung der Fläche und Umtaufung zu Horten, später Galeria Horten, heute Galeria Kaufhof, Horten-Waben wurden inzwischen entfernt)
- Duisburg-Marxloh, August-Bebel-Platz 20 (Rupprecht und MediaMarkt, Brahm-Center, heute „Marxloh-Center“, Hortenkacheln wurden 2017 entfernt.)
- Düsseldorf, Berliner Allee 52 (erbaut 1964–1966, bis dahin hatte Horten keine Filiale unter seinem Namen am Verwaltungssitz, an dieser Stelle war jedoch ein DeFaKa, das seit 1954 zu Horten gehörte, das auch den ersten Neubauteil an der Oststraße von 1964 bis 1966 als DeFaKa nutzte, Horten hieß das Warenhaus erst mit der Fertigstellung des Bauteils an der Berliner Allee, bis zum 20. Dezember 2014 Galeria Kaufhof, Hortenkacheln). Die Hortenkachel-Fassade wurde 2015 demontiert und zur Wiederverwendung der Einschmelzung verkauft.[12] Am 22. März 2018 eröffnete EDEKA „Zurheide“ einen Lebensmittel-Supermarkt mit ca. 10.000 m² Verkaufsfläche, The Crown, mit neuer Fassade.[13][14]
- Düsseldorf, Heinrich-Heine-Allee 1, „Das Carsch-Haus“, eröffnet 1915 von der 'Gustav Carsch & Co.', einem gehobenen Herrenausstatter, Abriss 1979, Neueröffnung von Horten am 27. September 1984 mit 10.500 Quadratmetern Verkaufsfläche unter dem Namen Carsch-Haus mit gehobenem Sortiment, nach der Übernahme durch die Kaufhof AG weiter unter dem Namen „Carsch-Haus“. Über dem rechten Eingang zum Heinrich-Heine-Platz noch der gemeißelte Schriftzug Horten.
- Erlangen, Nürnberger Straße 30, (letzter Neubau als „Merkur“, war die 50. Filiale der Horten-Gruppe. Einer der letzten Horten bis 2004, heute Galeria Kaufhof, Hortenkacheln 2012 abgenommen und gegen neue, sog. „3-D-Fassade“ ersetzt)[15]
- Essen, Kettwiger Straße 1a, (vormals 'DeFaKa', Abriss des Gebäudes aus den Zwanziger Jahren und Neubau 1978, nach der Übernahme Galeria Kaufhof, Hortenkacheln, Oktober 2020 geschlossen[11])
- Frankfurt am Main, Hessen-Center (1974 von Otto übernommen und 1978 geschlossen)
- Frankfurt (Oder), Heilbronner Straße 30 (geschlossen, 2006 abgerissen und ersetzt durch Neubau Kaufland)
- Gera, Sorge 23 (geschlossen mit der Eröffnung der neuen Galeria Kaufhof an anderem Standort in Gera, Gründungshaus von HERTIE)
- Gevelsberg, Mittelstraße 27 (vormals Merkur, danach Rupprecht; heute beinhaltet das Gebäude div. Läden, eine Tanzschule und eine Büroetage)
- Gotha, (Horten konsument) Erfurter Straße (1995 geschlossen, seit 1999 Fashion-Discount)
- Gießen, Bahnhofstraße 9 (bis 2003 letzte Galeria Horten, danach bis zur Schließung im Juni 2012 Galeria Kaufhof mit Hortenkacheln)
- Günthersdorf, Merseburger Straße 17 – Einkaufszentrum „Saale Park“ (geschlossen)
- Hagen, Friedrich-Ebert-Platz 1 (Volme Galerie, die letzten  Hortenkacheln wurden 2014 abgebaut)
- Halle (Saale), Große Ulrichstraße 59, 1991: Übernahme der drei Konsument-Häuser am Markt, Schließung nach Fusion zugunsten des Kaufhof-Neubaus (mittlerweile erweitert zu Galeria Kaufhof)
- Hamburg-Eidelstedt (1974 von Otto übernommen, weiterhin als SB-Warenhaus unter dem Namen Hanse SB; 31. Mai 1989 geschlossen.)[16]
- Hamburg, Mönckebergstraße 1 (heute Saturn, zwischen 1999 und 2001 auf drei Etagen als Lust-for-Life-Warenhaus, welches nur noch in Aachen unter diesem Namen firmiert, Hortenkacheln wurden mittlerweile teilweise entfernt)
- Hamburg-Poppenbüttel, Heegbarg (1974 von Otto übernommen, 1990 Abriss und Neubau zur Galeria Horten. Ab 2000 Galeria Kaufhof Modehaus, seit 2006 existiert nur noch der alte Kaufhof in Poppenbüttel, in der ehemaligen Galeria Horten befindet sich nun P&C sowie C&A)
- Hamburg-Wandsbek, Wandsbeker Marktstraße 103 (1988 geschlossen, heute Einkaufszentrum Quarree)

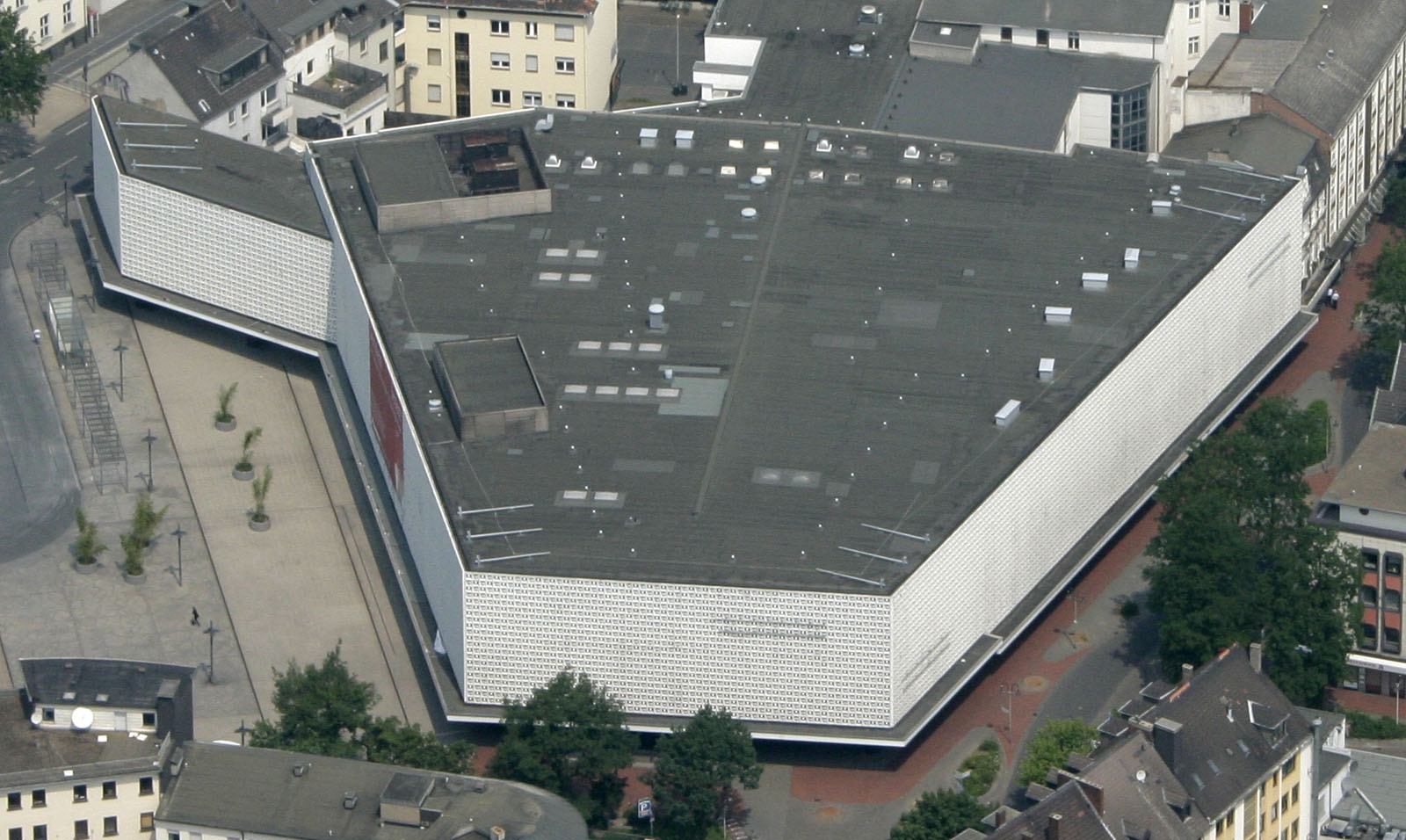
Das Horten-Kaufhaus in Hamm (2007 abgerissen)

- Hamm (Westfalen), Willy-Brandt-Platz. Eröffnet 1970, 2007 abgerissen (2002–2005 Yimpas, seit 2005 vollständiger Leerstand, Ende April 2007 Versteigerung von 300 Hortenkacheln). Neubebauung durch die Stadt Hamm (Wissenschaftszentrum „Heinrich-von-Kleist Forum“)
- Hannover, Seilwinderstraße 8 (eröffnet 1975, später Galeria Kaufhof, Hortenkacheln) 2023 geschlossen und geplanter Abriss
- Heidelberg, Bismarckplatz 1 (heute Galeria Kaufhof, die erste Galeria Horten 1988, Hortenkacheln 1988 an der Vorderseite größtenteils durch Glasfassade ersetzt. 2002 wurden alle verbliebenen ca. 2800 Wabensteine durch neue ersetzt, seit 13. Januar 2024 geschlossen)
- Heidenheim an der Brenz, Karlstraße 12, siehe Rupprecht
- Heilbronn, Fleiner Straße 15 (heute Galeria Kaufhof; die Hortenkacheln wurden entfernt)
- Hildesheim, Almsstraße 41 (zuletzt Galeria Kaufhof mit Hortenkacheln, seit Januar 2024 geschlossen)
- Ingolstadt, Ludwigstraße 29 (nach der Übernahme Galeria Kaufhof, Oktober 2020 geschlossen[11])
- Jena (Horten konsument), Inselplatz. In den 1980er Jahren als Teil der konsument-Kaufhauskette in der DDR vorgesehen, Baubeginn zirka 1987. 1990 von Horten fertiggestellt und eröffnet. Während der Bauphase im Frühjahr 1990 erfolgte der Verkauf in einem Zelt, welches auch einige Zeit nach der Eröffnung des Kaufhauses noch weiterbetrieben wurde. 1994 wurde dieses Kaufhaus geschlossen und 2010 abgerissen.
- Kempen, Hessenring 25 (geschlossen, heute Edeka Center)
- Kempten (Allgäu), Residenzplatz 2 (heute Galeria Kaufhof mit Hortenkacheln)
- Kiel, Dreiecksplatz/Preußerstraße Merkurhaus (1911 als Kaufhaus Jacobsen eröffnet, nach dem Krieg Kaufhaus Merkur, später Horten, 1989 geschlossen, heute Aldi und Büros)
- Krefeld, Ostwall 170–180 (Architekt: Helmut Hentrich[17][18]; einer der letzten Horten bis 2004, dann Kaufhof mit Hortenkacheln, seit Juni 2010 geschlossen, seit 2013 Umbau und Entfernung der Kachelfassade, heute diverse andere Firmen)
- Leipzig, Richard-Wagner-Straße 20 (ehemals Konsument-Warenhaus auch dank einmaliger Aluminium-Verkleidung Blechbüchse genannt, 2001 geschlossen, danach bis 2006 von Karstadt als Schnäppchenmarkt und Ausweichfläche zum Warenhausneubau in der Petersstraße genutzt)
- Leipzig, Paunsdorfer Allee 1 – Paunsdorf-Center (später Galeria Kaufhof, 2010 geschlossen)
- Ludwigshafen, Bismarckstraße 63 (ab 2004 als Kaufhof, seit Juni 2010 geschlossen)
- Lübeck, „Am Holstentor“[19] (Um 1980 geplant, aber nicht gebaut)
- Mannheim, N7 2a-4 (ehemaliges Kaufhaus Vetter, nach der Übernahme Galeria Kaufhof, Hortenkacheln bei Fassaden-Sanierung 2008 entfernt, seit 19. Oktober 2020 geschlossen)
- Marburg, Gutenbergstraße (ehemaliges Gymnasium Philippinum, heute Einkaufszentrum Schloßberg Center)
- Mülheim an der Ruhr, Rhein-Ruhr Zentrum (1974 von Otto übernommen, 1977 geschlossen)
- Münster, Ludgeristraße 1 (heute Galeria Kaufhof, eine der beiden ersten Galeria Horten 1988, Gebäude ohne Hortenkacheln oder -waben)
- Moers, Homberger Straße 51 (erbaut 1962 als Merkur, dann Horten, seit Ende 1999 geschlossen, nach Sanierung der Fassade 2006 Front ohne Horten-Waben, seit Oktober 2014 im Abbruch, zunächst Neubau eines Einkaufszentrums unter dem Namen Grafengalerie beschlossen, jetzt Wohnquartier mit Gewerbe[20])
- Neuss, Schließung am 6. Februar 1999, anschließend Umbau zur Tranktor-Passage, Kino Hitch und Rheinisches Landestheater
- Nürnberg, Aufseßplatz 18 (1926 als Schocken eröffnet,[21] danach Merkur, dann Horten als einer der letzten bis 2004, zuletzt bis 2012 Kaufhof; nach Leerstand 2021 abgerissen; Hortenwaben)
- Oldenburg, Ritterstraße 17 (13. September 1995 als erste Galeria Kaufhof-Filiale umgestaltet, heute noch Hortenkacheln, bis etwa 20. November 2010 Fassadenneugestaltung)
- Osnabrück, Wittekindstraße 23 (im September 1995 zweite Galeria Kaufhof-Filiale mit Hortenkacheln, Oktober 2020 geschlossen[11])
- Pforzheim, Westliche Karl-Friedrich-Straße 17 (zuletzt Galeria Karstadt Kaufhof; ehemals Schocken, danach Merkur, danach Horten, danach Galeria Horten; danach Galeria Kaufhof; Hortenkacheln 2014 durch Aluminiumfassade ersetzt[22]; am 31. Januar 2024 wurde die Filiale geschlossen[23]; seit dem 12. November 2024 wird das Erdgeschoss von dem Nonfood-Dicounter TEDi genutzt[24][25])
- Pirmasens, Hauptstraße (Rupprecht, heute H&M)
- Plauen (Horten konsument), Postplatz 5–6 (seit 18. Dezember 2000 geschlossen, heute Landratsamt des Vogtlandkreises)
- Potsdam (Horten konsument), Brandenburger Straße (1996 nach Brand geschlossen, dann leerstehend, seit 2005 Karstadt)
- Recklinghausen, Löhrhof 5 (im Löhrhof-Center, ab 1982 Hanse SB, 1988 geschlossen, Umbau, heute im übrigen Löhrhof-Center aufgegangen), 2012 abgerissen
- Regensburg, Neupfarrplatz 8 (später Galeria Kaufhof, 2024 geschlossen, jetzt Leerstand)
- Reutlingen, Karlstraße 20 (heute Galeria Kaufhof mit Hortenkacheln)
- Schwäbisch Gmünd, Ledergasse 44 (an der B 29 Richtung Aalen, Nähe Bahnhof) (2000 geschlossen, 2012 für die Landesgartenschau 2014 abgerissen)
- Schweinfurt, Anton-Niedermeier-Platz 13 (heute Galeria Kaufhof mit Hortenkacheln)
- Stuttgart, Eberhardstraße 28 (heute Galeria Kaufhof mit Hortenkacheln)
- Stuttgart, Marienstraße (heute Ladenpassage und Büros)
- Stralsund (ehemalige Wertheim-Gründungsfiliale, Horten konsument, 1994 geschlossen)
- Sulzbach, Main-Taunus-Zentrum (heute Galeria Kaufhof mit Hortenkacheln)
- Trier, Fleischstraße (heute Galeria Kaufhof mit Hortenkacheln)
- Ulm, Bahnhofstraße 5 (heute Galeria Kaufhof mit Hortenkacheln)
- Viersen, Löhstraße 23 (Rupprecht und Strauss Innovation, dann ab 2000 nur EG vermietet, jedoch seit 2004 geschlossen. Das Objekt wurde noch bis Anfang 2006 beheizt. (Jährlich rund 10.000 € reine Heizkosten), jedoch durch Feuchtigkeit im 2. OG und teilweise im KG nicht mehr benutzbar. Lt. Kaufring AG würde sich eine Sanierung nicht lohnen. Beginn des Abbruchs 3. Januar 2007. Ab Anfang Juli 2007 Neuerrichtung eines Einkaufscenters, welches am 20. März 2008 unter dem Namen „Löh-Center“ eröffnete. Der Keller, welcher das Lager und Kühlhaus vom 1965 errichteten Horten-Kaufhaus war, dient dem neuen Einkaufscenter als Lagerräumlichkeiten.)
- Weimar, (Horten in Weimar GmbH), Schillerstraße (1995 geschlossen)
- Wetzlar, siehe Rupprecht
- Wiesbaden, Kirchgasse 28 (ab 1985 unter dem Namen Carsch-Haus; Galeria Kaufhof mit Horten-Waben. 2023 geschlossen.[26])
- Witten, Bahnhofstraße 5 (danach Galeria Kaufhof mit Hortenkacheln, Oktober 2020 geschlossen[11])
- Worms, Am Römischen Kaiser 1 (Rupprecht, geschlossen heute EKZ Kaiser Passage)
- Wuppertal, Erholungsstraße (bis 1963 als DeFaKa geführt, nach Umbau mit erweiterter Verkaufsfläche als Horten, 1975 an Cramer & Meermann verkauft)
- Zwickau (Horten konsument), Hauptstraße 7–11 (geschlossen, im Umbau)